# Nazi exploitation

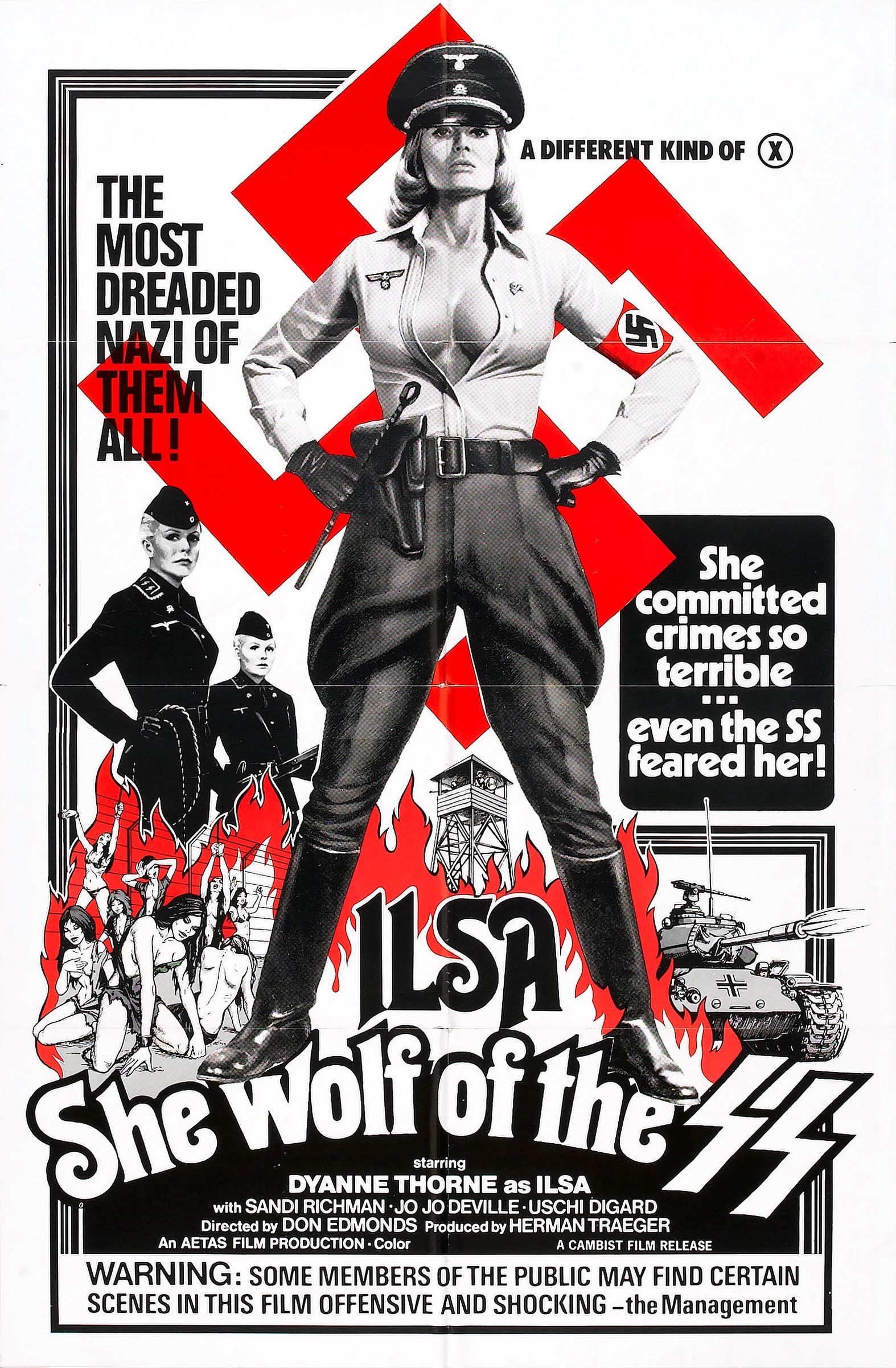
Plakat filmu z nurtu nazi exploitation

Nazi-exploitation – podgatunek kina eksploatacji, zawierający wszelkie elementy charakterystyczne dla tego typu filmów, czyli powielanie tego samego schematu, brutalność, tandetność czy dosłowność, przy czym wyróżniającym elementem są wątki nazistowskie.
Reprezentują klasykę kina klasy B, a zainteresowanie jakie wzbudziły zawdzięczają przede wszystkim szokującej tematyce i łamaniu barier w zakresie tego, co można w kinie pokazać: epatowanie scenami erotycznymi, a nierzadko i pornograficznymi, brutalna przemoc, doświadczenia medyczne. Ważną rolę w tych filmach odgrywał fetysz mundurów wojskowych, klimat obozu kobiet i przemoc wynikająca z relacji więźniarka – sadystyczny komendant lub komendantka. Akcja filmów osadzona jest najczęściej w niemieckich obozach koncentracyjnych, więzieniach Gestapo lub w nazistowskich domach publicznych, choć niektóre filmy, jak trylogia kontynuująca film Elza – Wilczyca z SS (Elza – Nikczemna strażniczka, Elza – Syberyjska tygrysica, Elza – Strażniczka haremu) wykorzystywały jedynie ogólny klimat obozu z brutalnym strażnikiem lub strażniczką i przenosiły akcję do Ameryki Południowej, arabskiego haremu czy radzieckiego gułagu.
Kino eksploatacji swoje apogeum w Europie przeżyło w latach 60. i 70. XX w., lecz na przełomie XX i XXI w. gatunek ten ponownie bujnie rozkwitał w Japonii.

## Przedstawiciele gatunku
- 1969: Love Camp 7 reż. Lee Frost, USA
- 1975: Elza – Wilczyca z SS reż. Don Edmonds. USA, RFN
- 1975: The Black Gestapo reż. Lee Frost, USA
- 1977: Nazi Love Camp 27 reż. Mario Caino, Włochy
- 1977: SS Lager 5: L’inferno delle donne (SS Camp 5 Women’s Hell) reż. Sergio Garrone, Włochy
- 1976: SS Experiment Love Camp (Lager SSadis Kastrat Kommandantur, Captive Women II: Orgies of the Damned, SS Experiment Camp) reż. Sergio Garrone, Włochy
- 1976: Le Deportate della sezione speciale SS (Deported Women Of The SS Special Section) reż. Rino Di Silvestro, Włochy
- 1976: Salon Kitty reż. Tinto Brass, Francja, Włochy, RFN
- 1977: La Bestia in Calore (SS Hell Camp, SS Experiment Part 2, The Beast in Heat, Horrifying Experiments of the S.S. Last Days) reż. Luigi Batzella, Włochy
- 1977: Casa privata per le SS (Private House of the SS, SS Girls) reż. Bruno Mattei, Włochy
- 1977: L’ultima orgia del III Reich (The Gestapo’s Last Orgy, Last Orgy of The Third Reich, Caligula Reincarnated as Hitler) reż. Cesare Canevari, Włochy
- 1977: Train spécial pour SS (Love Train For The SS) reż. Alain Payet, Francja
- 1977: KZ9 – Lager di Sterminio (S.S. Extermination Love Camp, SS Extermination Camp, SS campo de sexo y violencia, SS campo extermination, Women’s Camp 119) reż. Bruno Mattei, Włochy
- 1977: Le Lunghe notti della Gestapo (The Red Nights of the Gestapo) reż. Fabio De Agostini, Włochy
- 1977: Elsa, Fräulein SS (Fraulein Kitty) reż. Mark Stern, Francja
- 1978: Nathalie rescapée de l’enfer (Nathalie, Fugitive from Hell, Nathalie: Escape from Hell) reż. Alain Payet, Francja